# Kościół św. Jadwigi w Grzędach
Kościół św. Jadwigi – rzymskokatolicki kościół filialny parafii Najświętszego Serca Pana Jezusa w Czarnym Borze mieszczący się w Grzędach w dekanacie Kamienna Góra Wschód w diecezji legnickiej.

## Historia

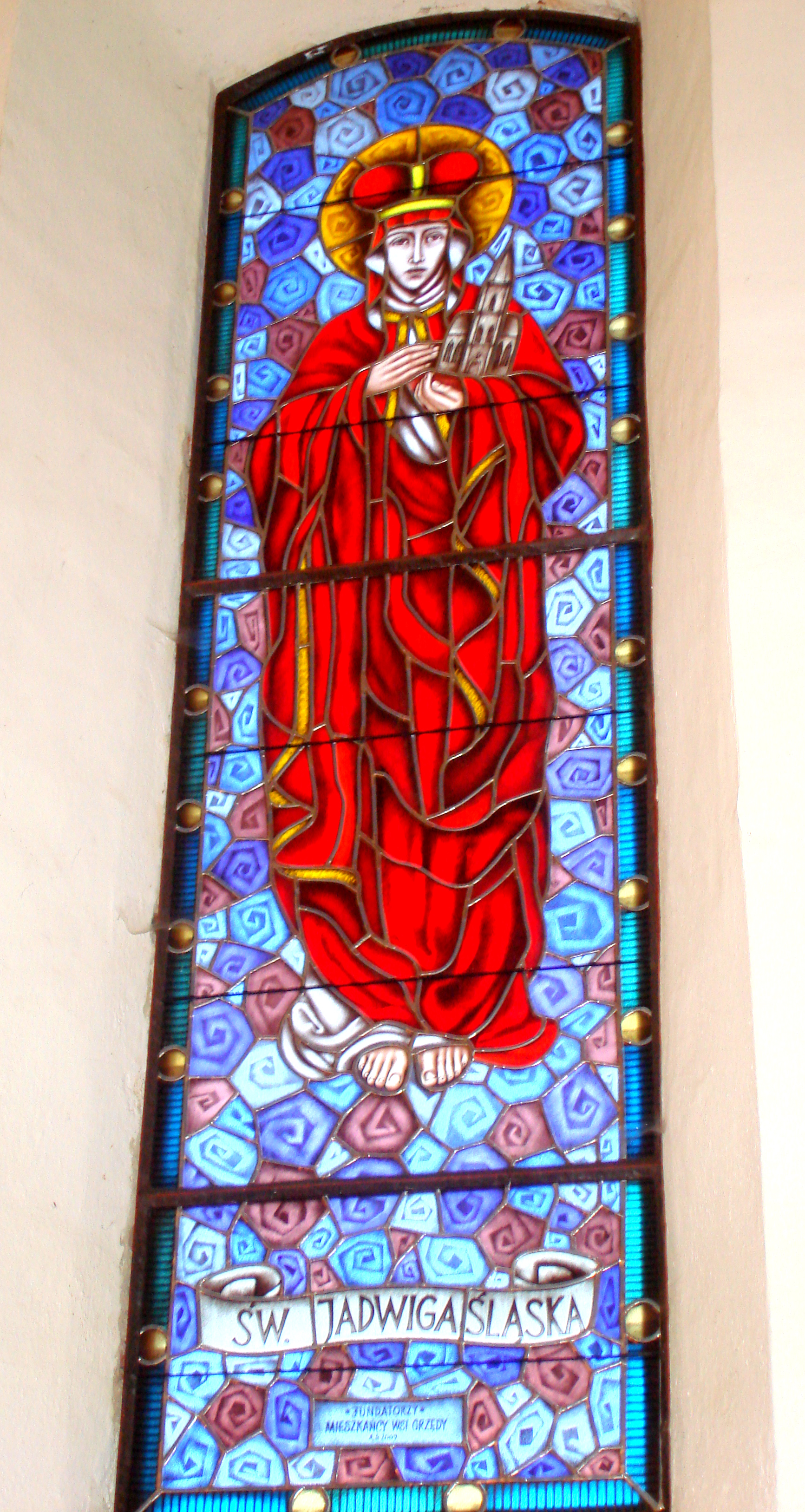
Witraż patronki świątyni

Kościół filialny pw. św. Jadwigi Śląskiej wzmiankowany w 1374 r., wzniesiony ok. 1550 r., przebudowany w XVIII w. w stylu barokowym, wielokrotnie remontowany. W 1963 r. założoną nową instalację elektryczną, w 1970 r. przeprowadzono remont pokrycia dachowego, w 1973 r. odmalowano wnętrze, a w 1975 r. uporządkowano teren przykościelny. Jest to budowla orientowana, murowana, jednonawowa, nakryta drewnianym stropem z węższym wydzielonym, prostokątnym prezbiterium ze sklepieniem krzyżowo - żebrowym. Przy elewacji południowej prostokątna wieża z drewnianą nadbudową, zwieńczona cebulastym hełmem. W elewacjach ostrołukowy portal gotycki i kamienne epitafia. We wnętrzu zachowały się m.in.: renesansowy ołtarz II poł. XVI w., tryptyk, polichromowany z ok. 1610 r. oraz renesansowe i barokowe drewniane, polichromowane rzeźby z XVI i XVIII w.